# Таукаратурык
Таукаратурык (каз. Тауқаратұрық, до 199? г. — Таусугур) — село в Енбекшиказахском районе Алматинской области Казахстана. Входит в состав Каратурыкского сельского округа. Код КАТО — 194057600.

## Население
В 1999 году население села составляло 1636 человек (845 мужчин и 791 женщина). По данным переписи 2009 года, в селе проживали 1852 человека (951 мужчина и 901 женщина).